# Futebol Clube Bravos do Maquis
El Futebol Clube Bravos do Maquis és un club esportiu de la ciutat de Luena, Angola.
Anteriorment fou conegut com a Futebol Clube Onze Bravos. Juga a Estádio Jones Cufuna Mundunduleno, inaugurat el 2006. Els seus colors són el blau i el blanc.

## Palmarès
- Copa angolesa de futbol: [6]
  - 2015